# Balduin Hoyoul
Balduin Hoyoul ou Hoyeux ou Huiol ou Hujus (né en 1547 ou 1548 à Liège - mort le 26 novembre 1594 à Stuttgart) est un chanteur, maître de chapelle et compositeur de l'école franco-flamande. 

## Biographie
Originaire de Liège, il est le fils de Marcus Hoyoul. À l'âge de treize ans, il est chanteur de descant à la cour de Stuttgart, sous la direction de Ludwig Daser. Entre 1563 et 1564, il est l'élève de Roland de Lassus à Munich, avant de retourner à Stuttgart - sa première œuvre dans les archives de la chapelle de Stuttgart remonte à 1569. Le 11 août 1574, il épouse Brigitta, la fille de Ludwig Daser. En 1589, il reprend la charge de maître de chapelle occupée par son beau-père à Stuttgart. En 1593, il se porte candidat sans succès au même poste de maître de chapelle à la cour de Dresde. Il meurt de la peste à Stuttgart en 1594, et est remplacé à son poste par un autre élève de de Lassus, Leonhard Lechner.

## Œuvres
- Sacrae cantiones pour 5 à 10 voix, Nuremberg, 1587
- Geistliche Lieder und Psalmen, Nuremberg, 1589
- Missa "Anchor che col partire"
- Missa super "Rossignoles qui chantes au vert"
- 8 magnificats
- 19 hymnes en allemand
- plusieurs motets en latin

## Discographie
- Hoyoul: Sacræ Cantiones, Hofkapelle, dir. Michael Procter, Christophorus, 2000
- Luther: The Noble art of Music - Desprez, Hoyoul, Praetorius, Utopia/Inalto, Etcetera, 2018